# 哈尔克岛
哈尔克岛（波斯语：جزیره خارک），伊朗在波斯湾中一岛屿，曾经是重要炼油基地和油港，距海岸25公里，距霍尔木兹海峡483公里，属布尔省管辖。
哈爾克是島上唯一城市，島上設有油輪碼頭，伊朗大部分石油都是通過該島出口。

## 兩伊戰爭
在两伊战争中，哈爾克島作為伊朗的石油重鎮，伊拉克為打擊伊朗經濟，在1982年至1986年期間多次空襲该岛，致使该岛的所有设施于1986年秋天全部废弃。战后伊朗政府着手重建，但是进展缓慢。